# Karangjompo
Karangjompo is een bestuurslaag in het regentschap Pekalongan van de provincie Midden-Java, Indonesië. Karangjompo telt 4286 inwoners (volkstelling 2010).